# Callimetopus superbus
Callimetopus superbus es una especie de escarabajo longicornio del género Callimetopus,  subfamilia Lamiinae. Fue descrita científicamente por Breuning en 1947.
Se distribuye por Filipinas. Mide aproximadamente 15 milímetros de longitud.